# Baldeggermeer
Het Baldeggermeer (Duits: Baldeggersee) is een meer gelegen in de kanton Luzern in Zwitserland. Het meer bevindt zich bij de plaats Gelfingen.
Het meer is in bezit van de natuurbeschermingsorganisatie Pro Natura.